# Polytechnische Universität Peking

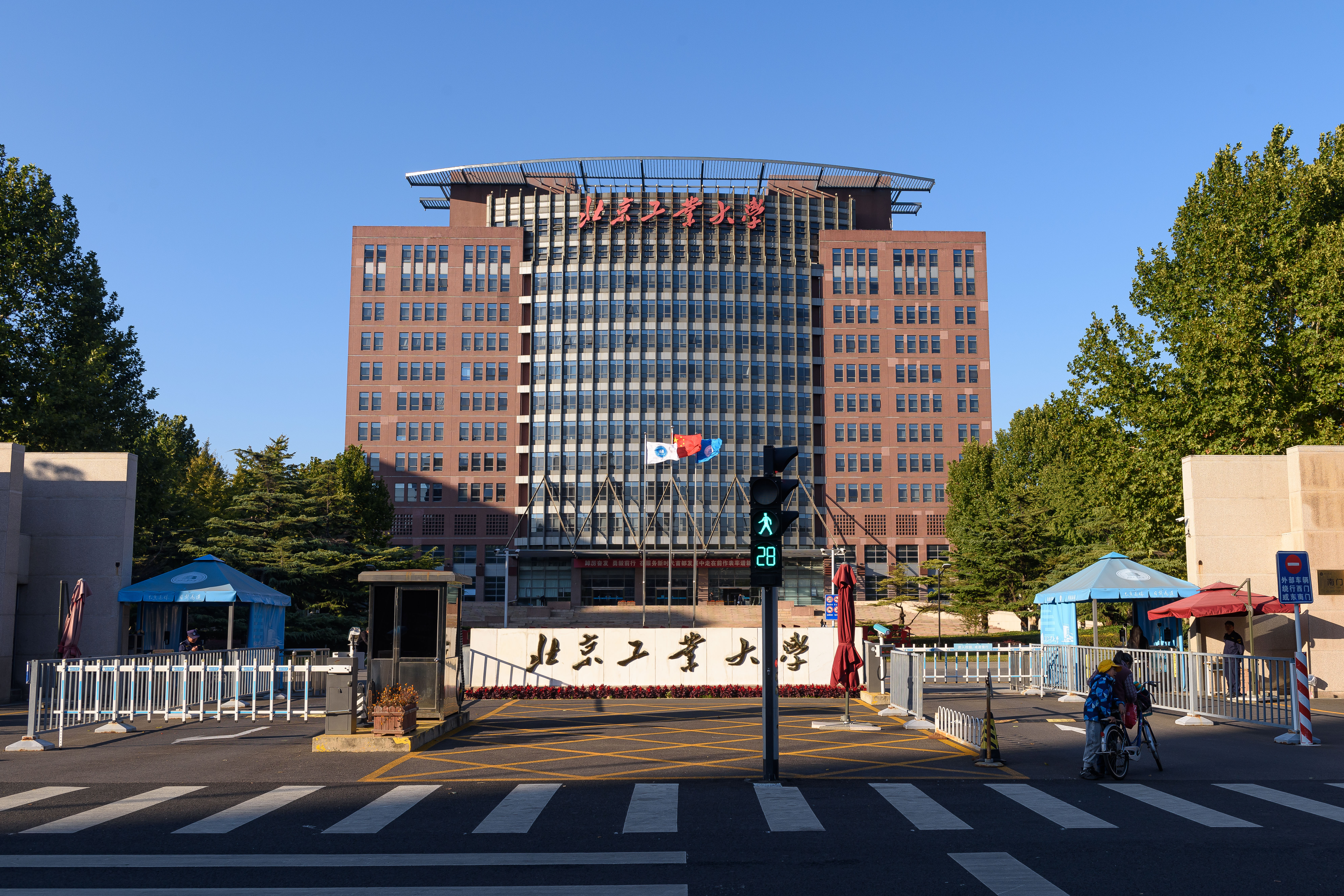
Polytechnische Universität Peking

Die Polytechnische Universität Peking chinesisch 北京工業大學 / 北京工业大学, im englischen Sprachraum bekannt als Beijing University of Technology, oft Beijing Tech oder Bei Gong Da (北工大) genannt, ist eine chinesische Universität in der Hauptstadt Peking. Sie gehört zum Projekt 211 und hat eine multidisziplinäre akademische Struktur entwickelt. Sie bietet eine Vielzahl von Programmen an und betreibt Forschung in Wissenschaft, Technik, Ökonomie, Management, freien Künsten und Jura. In der Sporthalle der Polytechnischen Universität fanden bei den Olympischen Sommerspielen 2008 die Wettbewerbe im Badminton und in der Rhythmischen Sportgymnastik statt.

## Geschichte
Die Polytechnische Universität wurde 1960 mit fünf technischen Abteilungen gegründet. Die erste Gruppe von Studenten kam von der Technischen Universität Peking (Beijing Institute of Technology) und von der Pädagogischen Universität Peking. 1981 wurde die Graduiertenschule eingerichtet und 1985 vergab die Schule erstmals Doktortitel mit internationalem Standard.
1990 übernahm die Polytechnische Universität das College für Ökonomie und Management von der Beijing Union University und 1993 wurde das College für Informatik ein Teil der Universität. 1993 errichtete die Polytechnische Universität durch Kooperationen mit lokalen Firmen das Experimental College, das später unabhängig wurde. Mehrere Jahrzehnte lang spielten die Sozialwissenschaften darin eine wichtige Rolle. Vor allem die Erfolge von Fakultäten im Bereich der Ökonomie, Jura und anderen Sozialwissenschaften zeigen, dass diese Universität de facto eine umfangreiche Universität mit einer großen Auswahl an Schulen und Colleges ist. Die meisten Erfolge sind in der technischen Forschung und Ausbildung zu verzeichnen.

## Organisation
Die Polytechnische Universität ist eine Schlüsseluniversität im Zuständigkeitsbereich der kommunalen Pekinger Verwaltung. Die Universität besteht aus den folgenden Colleges:
- College of Applied Mathematical and Physical Science (angewandte Mathematik und Physik)
- College of Architecture and Urban Planning (Architektur und Stadtplanung)
- College of Architecture Engineering (Architekturtechnik)
- College of Arts (Kunst)
- College of Business and Management (inklusive Jura)
- College of Computer Science (Informatik)
- College of Continuing Education (Fortbildung)
- College of Electronic and Control Engineering (elektronische und Kontrolltechnik)
- College of Energy and Environmental Engineering (Energie- und Umwelttechnik)
- College of Foreign Languages (Fremdsprachen)
- College of Humanities and Social Science (Human- und Sozialwissenschaften)
- College of Life Science and Bioengineering (Lebenswissenschaft und Biotechnik)
- College of Mechanical Engineering and Applied Electronics Technology (Mechanik und angewandte Elektrotechnik)
- College of Material Science and Engineering (Materialwissenschaft und -technik)
- College of Software Engineering (Softwaretechnik)
- Didan College (unabhängig)
- Experimental College (unabhängig)
- Division of Physical Education

## Campus
Die Polytechnische Universität liegt im Südosten von Peking. Der Campus bedeckt eine Fläche von 800.000 Quadratmetern mit 4.940.000 Quadratmetern Nutzfläche. Die Hauptbibliothek ist ein moderner Komplex mit einer Grundfläche von mehr als 20.000 Quadratmetern. Der Bestand umfasst 700.000 gedruckte Medien, 60.000 E-Books und mehr als vierzig Arten von Datenbankressourcen, die eine Dokumentation ermöglichen, die den Anforderungen von Lehre und Forschung genügen. Die Bibliothek kooperiert mit der Hauptstadtbibliothek von Peking und dem Informationszentrum der chinesischen Akademie der Wissenschaften, um den Studenten und dem Lehrkörper einen professionellen Service zu bieten.

## Bildung und Forschung
Die Universität verfolgt das Prinzip, einen stabilen und störungsfreien Prozess der Untergraduierten-Bildung anzubieten. Die Versorgung mit ausgebildetem und trainiertem Personal gilt als fundamentaler Bestandteil für Chinas zukünftige Entwicklung und das Wachstum. Die Universität betrachtet die Qualität der Lehre als Schlüssel zum Erfolg. Diese Qualität soll durch Reformen und verstärkte Entwicklung der Lehre und ein striktes Management verbessert werden. Die Ausbildung der Untergraduierten beruht auf den drei Faktoren Wissenschaft, Technik und Management. Derzeit studieren 6811 Untergraduiert in 16 Abteilungen 26 Disziplinen.
Die Graduiertenausbildung der Universität ist auf die Bedürfnisse der ökonomischen und sozialen Entwicklung Pekings und Chinas abgestimmt. Die Qualität, Effizienz und Struktur der Ausbildung soll ständig verbessert werden. In der Graduiertenschule werden Studien und wissenschaftliche Forschungsprogramme kombiniert.
Die Schule für höhere professionelle Bildung wurde im Juli 1996 gegründet und hat mehr als 120 Mitarbeiter. Darunter sind fünf Professoren und 29 außerordentliche Professoren. Es gibt die vier Abteilung „basic course“, Informationstechnologie, Ingenieurstechnik sowie Ökonomie & Management. Zu den Disziplinen gehören E-Business, Informatik und -anwendung, Internet und Büroautomation, Informations- und Telekommunikationstechnik, Telekommunikations- und Netzwerktechnik, Information und angewandte Software, Finanzbuchhaltung, Umwelttechnik, Architekturtechnik und Chemie. Die Schule hat Laboratorien und eine interne Trainingsbasis für höhere professionelle Bildung eingerichtet und Bildungskooperationen mit Japan, Russland usw. vereinbart. Derzeit besuchen mehr als 1300 Studenten die Schule.
An der Polytechnischen Universität sind mehr als 16.000 Studenten eingeschrieben. Davon sind mehr als 12.000 Untergraduierte, fast 2000 Master-Studenten, über 300 Doktoranden und 200 internationale Studenten. Außerdem gibt es noch über 10.000 Studenten in der Fortbildung.

## Bekannte Alumni
- Chen Tong – Vizepräsident und Chefherausgeber von SINA.com
- Dong Lu – Vizeherausgeber von Sports Youth Weekly
- Bau Fen – Geschäftsführer von East Gate Export
- Wang Chao – stellvertretender Vorsitzender von China Computer World Publishing & Servicing Co. und Chefherausgeber von IT CEO & CIO China
- Wang Longbin – Vorsitzender von Beijing Xinhao
- Wu Ying – Präsident von UTStarcom
- Yang Shaofeng – Vorsitzender der LT Technology Corporation
- Zhang Rongming – stellvertretende Vorsitzende der Politische Konsultativkonferenz des chinesischen Volkes
- Zhou Zhixiong – Vorsitzender des Softbank Asia Infrastructure Fund
- Zhu Weisha – Präsident und Geschäftsführer von Yuxing Electronic and Technology Co.